# Дзуд

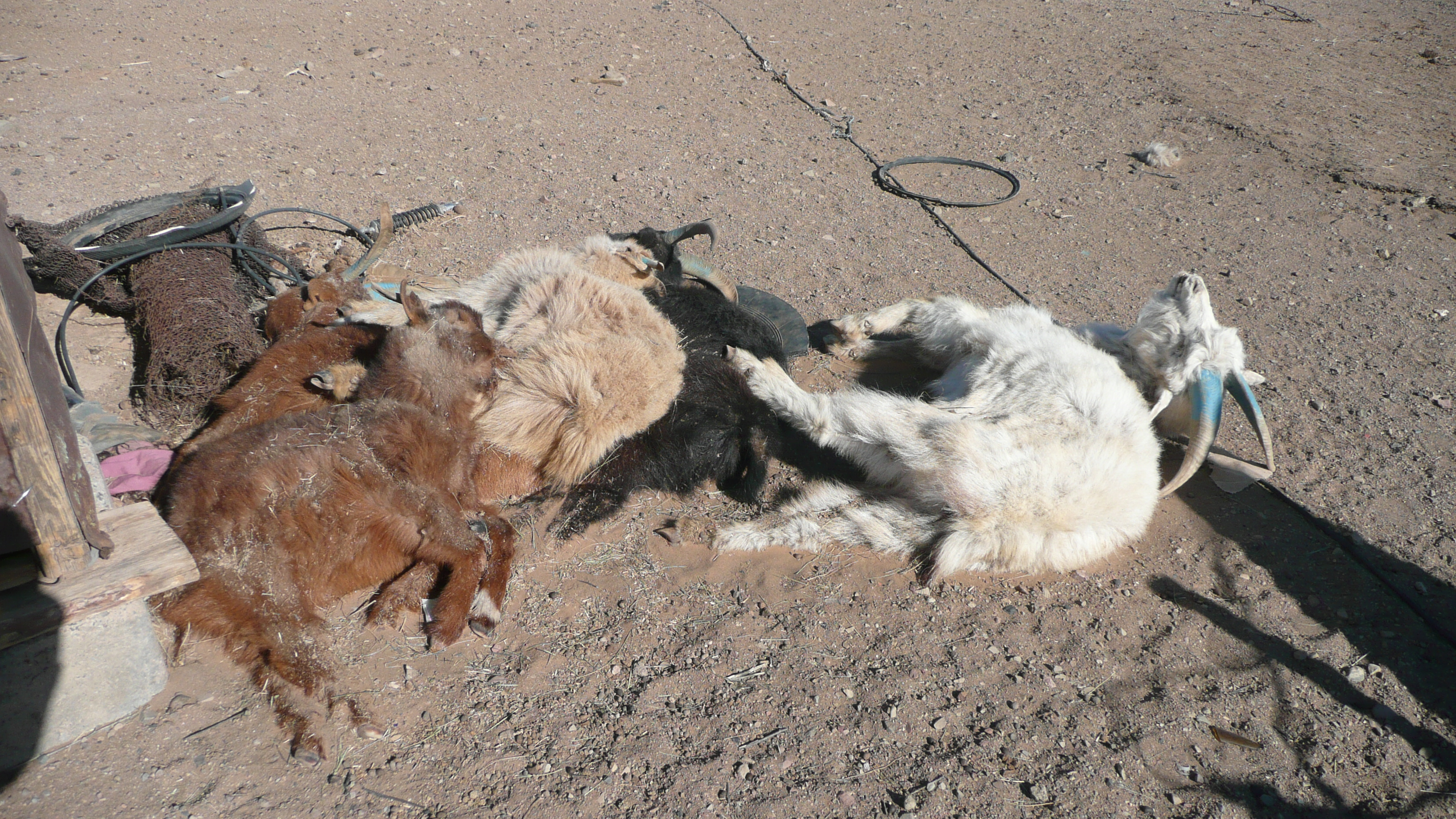
Мелкий рогатый скот, погибший в результате дзуда, 2010

Дзуд или зуд (монг. зуд), также бескормица — стихийное бедствие в скотоводческих регионах, в первую очередь в Монголии, при котором домашний скот не способен найти корм под снежным покровом, и большое количество животных погибает от голода и холода. Термин также используется для различных метеорологических условий, особенно в зимний период, которые фатально препятствуют выпасу скота. Экономика Монголии длительное время находилась в жёсткой зависимости от скотоводства, и сильные дзуды до сих пор могут вызывать экономические кризисы и проблемы пищевой безопасности в этой стране.

## Описание
Местные жители иногда различают чёрный, белый и железный (ледяной) дзуды. Чёрный дзуд возникает в результате недостаточного количества корма летом и в холодную зиму, когда многие животные умирают от голода. Белый дзуд возникает из-за очень обильного снегопада, который делает подножный корм недоступным для домашнего скота, что также является причиной сильнейшего голодания последнего. Железный дзуд, называемый также ледяным, случается после дождя, который замерзает, покрывая землю льдом, который закрывает животным доступ к подножному корму.
В результате дзуда нередко погибает более миллиона голов домашнего скота. К примеру, рекорд 1944 года (7 млн голов) был побит в XXI веке.

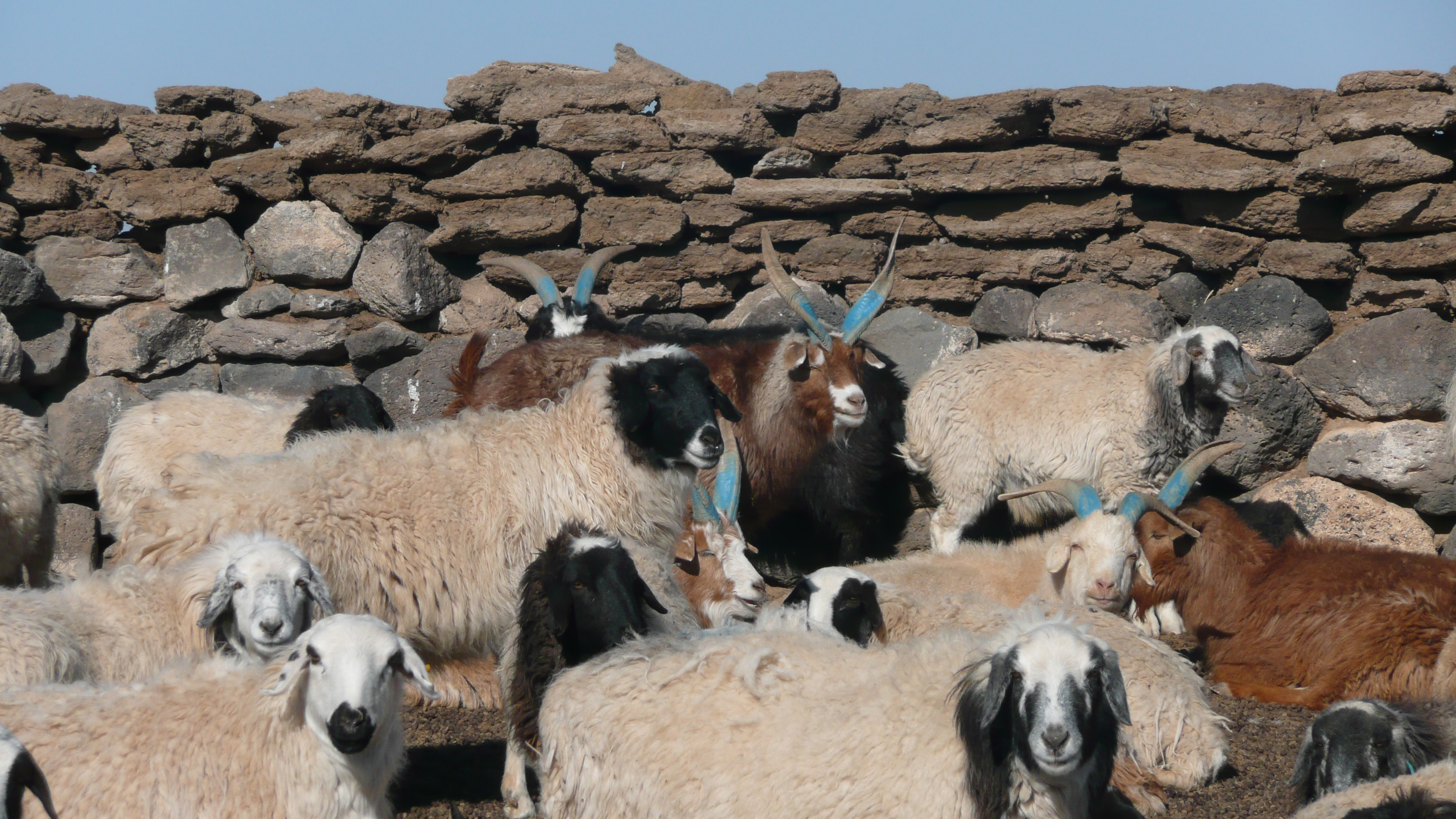
Козы за кизяком

Традиционные методы защиты домашнего скота от таких суровых погодных условий включают в себя высушивание и сохранение скошенной травы в течение летних месяцев, а также сбор овечьего и козьего навоза в виде сухих воспламеняющихся блоков, называемых «кизяк». Сушёная трава может быть скормлена животным для предотвращения случаев голодной смерти с приходом дзуда. Кизяк складывают в виде стены, которая могла бы защитить животных от холодного ветра, чтобы перенести суровые условия. Кизяк обычно используется как топливо. Эти методы практикуются до сего дня, в крайне западных частях Монголии, и на территориях, ранее бывших частью Джунгарского ханства.